# Транспозиція (мовознавство)
Транспозиція (лат. transponere — переставляти) — вживання однієї мовної форми у функції іншої.

## Зміст поняття
У вузькому розумінні транспозиція — це перехід однієї частини мови в іншу або її вживання у функції іншої частини.
У мовознавстві виділяють два рівні транспозиції — неповну і повну. Неповна (синтаксична) передбачає зміну синтаксичної функції вихідного слова, проте не втрачається його частиномовна приналежність. Повна (морфологічна) відбувається, коли слово набуває ознак іншої частини мови і входить до неї. У широкому розумінні транспозиція — це будь-яке переносне вживання мовної форми.

### Морфологічна транспозиція
У сучасній українській мові виражається через афіксацію і конверсію. Під час морфологічної транспозиції лексичне значення вихідного слова може зберігатися, наприклад, читати — читання. Однак, може і змінюватися, наприклад, читати — читач, читанка. Зокрема, у її складі виокремлюють такі елементи: транспоноване — вихідна форма слова, транспозитор — засіб транспозиції, транспозит — новоутворення, результат змін. Засіб транспозиції вказує на зв'язок між вихідною і похідною формою слова.

## Види транспозиції
У системі частин мови виділяють такі перехідні явища:
1. Субстантивація — перехід частин мови в іменник.
2. Ад'єктивація — перехід частин мови в прикметник.
3. Прономіналізація — перехід частин мови в займенник.
4. Нумералізація — перехід частин мови в числівник.
5. Вербалізація — перехід частин мови в дієслово.
6. Адвербіалізація — перехід частин мови в прислівник.
7. Препозиціоналізація — перехід частин мови в прийменник.
8. Кон'юнкціоналізація — перехід частин мови в сполучник.
9. Партикуляція — перехід частин мови в частку.
10. Інтер'єктивація — перехід частин мови у вигук[3].